# Plemena kachen

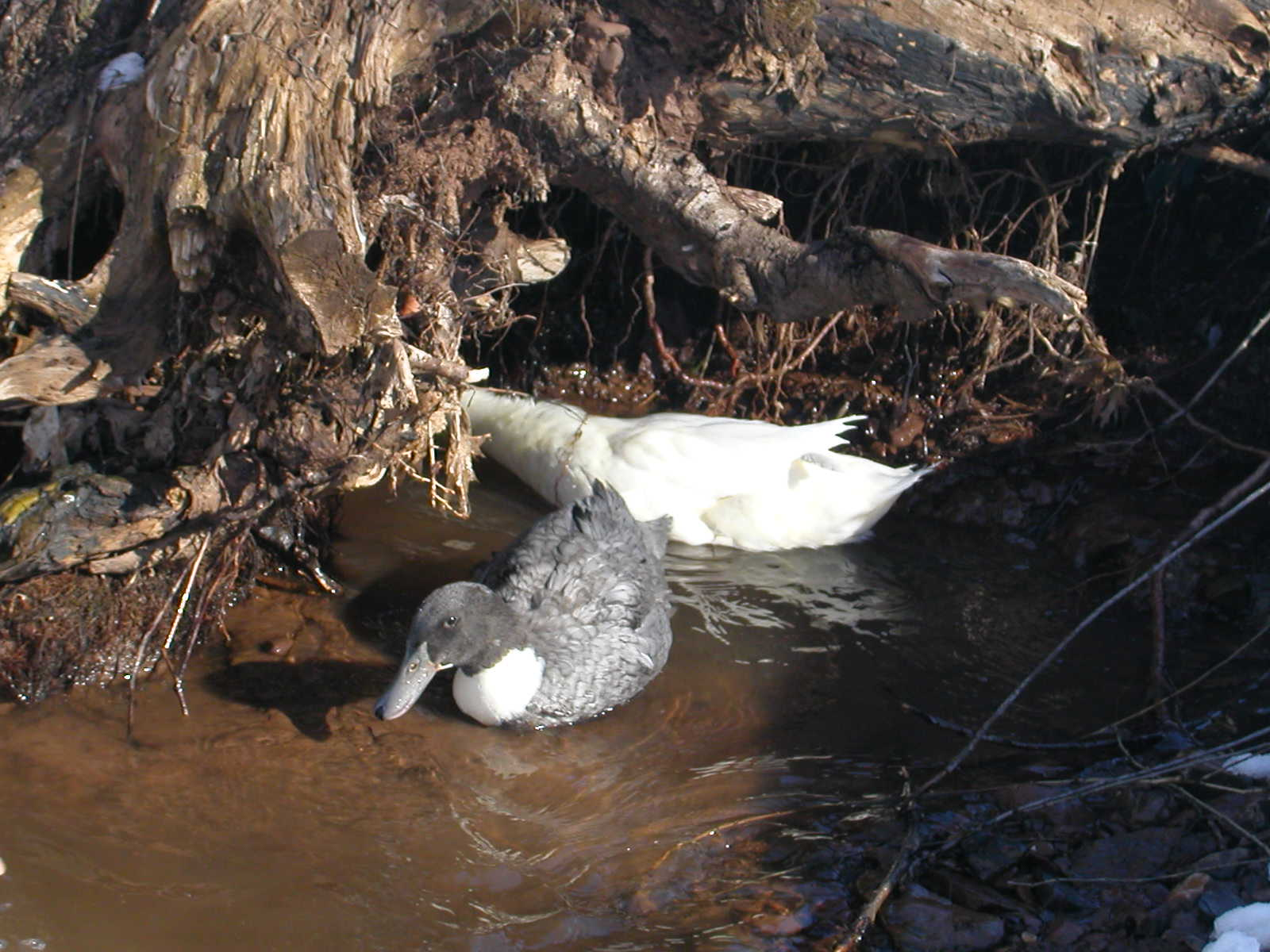
Švédská modrá kachna

Výsledkem dlouhodobého šlechtění bylo vyšlechtěno několik stovek plemen kachen. Na domestifikaci kachen se podílelo několik divokých druhů kachen: kachna divoká neboli březňačka (Anas platyrhynchos), v Americe pižmovka velká (lidově pižmovka husokachna čínka) (Cairina moschata). Vzájemným křížením mezi domestikovanými plemeny kachny divoké a pižmovky vzniká neplodný hybrid známý jako mulard (viz mula-kříženec osla s kobylou nebo mezek-kříženec oslice s koněm, podle jiné teorie slovo vzniklo jako zkratka z anglických slov muscovy (pižmovka) a mallard (kachna divoká)), linie šlechtěná na produkci masa z pižmovky se nazývá barbarie, potomci barbarie křížené s pižmovkou domácí jsou dále plodní, protože barbarie vychází jen z pižmovky. Nejlepších masných výsledků se dosahuje křížením barbarie (vyšlechtěna z pižmovky) a masného plemene kachny (např. ruanska, pekingská,..).
Tito kříženci, mezi pižmovkou domácí (nebo její prošlechtěnou verzí barbarii) na straně jedné a z plemen vycházejících kachny divoké na straně druhé, jsou dále neplodní.

## Klasifikace plemen kachen

### Podle velikosti
- velká plemena – elsberská kachna, pekingská kachna, ruánská kachna
- středně velká plemena – čárkovaná kachna, kajuga, orpingtonská kachna, pomořanská kachna

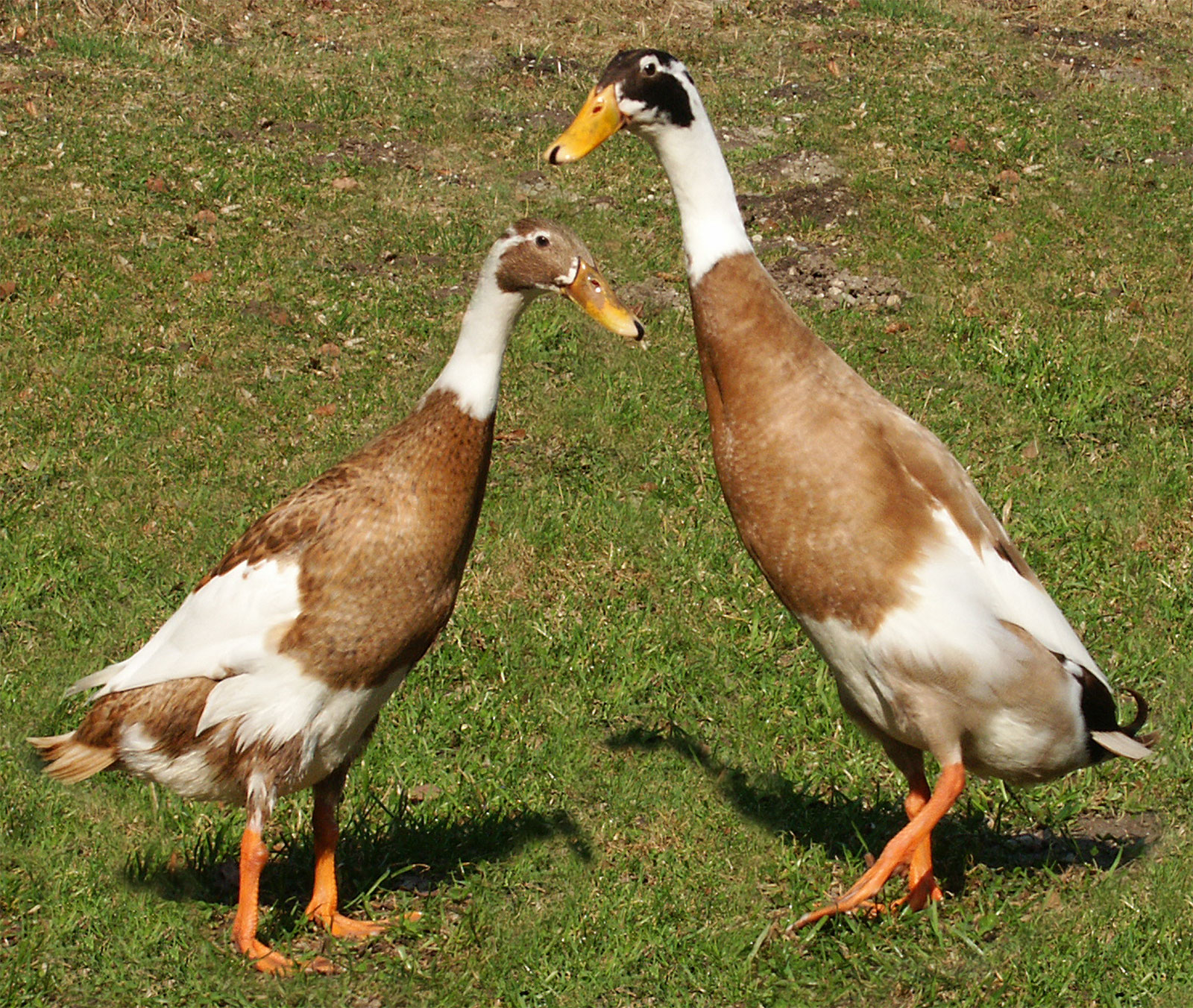
Indický běžec

- lehká nosná plemena – indický běžec, shetlandská kachna
- malá okrasná plemena – smaragdová kachna, zakrslá kachna

### Podle místa původu
- evropská krajová plemena – allierská kachna, ankona, aylesburská kachna, benátská kachna, blekingská kachna, burgundská kachna, čárkovaná kachna, čtyřzemská kachna, dánská kachna, dendermondská kachna, dyklérská kachna, elsberská kachna, eksterská kachna, estaireská kachna, faerská kachna, forestská kachna, havanská kachna, holandská běloprsá kachna, holandská křivozobá kachna, huttegemská kachna, challanská kachna, laplaignská kachna, maďarská kachna, malorská kachna, pomořanská kachna, selská kachna, semoisská kachna, starorýnská strakatá kachna, ruánská kachna, shetlandská kachna, stříbrná appleyardská kachna, švédská modrá kachna, švédská žlutá kachna, ukrajinská kachna, vouillénská kachna, vysokohnízdící létavá kachna, zakrslá kachna
- asijská plemena – bakiňská kachna, baliská kachna, baubenská kachna, baukujská kachna, hoaská kachna, indický běžec, koská kachna, mokská kachna, pekingská kachna, tsaiyaská kachna
- plemena mezitypová – americká pekingská kachna, baškirská kachna, čárkovaná kachna, gimbshajmská kachna, kampbelka, orpingtonská kachna, overberžská kachna, magpie kachna, saská kachna, velšský harlekýn
- severoamerická plemena – kajuga, smaragdové kachna

## Plemena kachny pižmové
Kachna pižmová na rozdíl od kachny divoké v zajetí nevytvořila pravá plemena, chová se však v následujících barevných rázech:
- bílá
- černá
- divoká (černé s bílou ploškou na křídelních krovkách)
- modře divoká
- perlově šedě divoká
- levandulově divoká
- levandulová
- hnědá
- černá sedlatá
- hnědě sedlatá
- modře sedlatá
- strakatá
- žíhaná